# Лауреаты Государственной премии Российской Федерации за 2011 год
Лауреаты государственной премии Российской Федерации за 2011 год были названы указами Президента Российской Федерации Владимира Владимировича Путина. Торжественная церемония вручения наград состоится в День России 12 июня 2012 года в Георгиевском зале Большого Кремлёвского дворца.

## Лауреаты в области науки и технологий
Феликс Петрович Митрофанов — за научное обоснование и открытие крупных месторождений платино-палладиевых руд на Кольском полуострове;
Рэм Викторович Петров и Рахим Мусаевич Хаитов — за выдающиеся достижения в научном и практическом развитии отечественной иммунологии;
Борис Александрович Трофимов, Валерий Николаевич Чарушин и Олег Николаевич Чупахин — за крупный вклад в развитие органического синтеза, разработку инновационных технологий производства лекарственных средств и материалов, в том числе специального назначения;
Сергей Федотович Боев, Сергей Дмитриевич Сапрыкин и Валерий Иванович Карасёв — за разработку и создание радиолокационных станций высокой заводской готовности системы предупреждения о ракетном нападении.
Текст Указа:

Присудить Государственные премии Российской Федерации в области науки и технологий 2011 года и присвоить почетное звание лауреата Государственной премии Российской Федерации в области науки и технологий:
Митрофанову Феликсу Петровичу, доктору геолого-минералогических наук, академику Российской академии наук, главному научному сотруднику федерального государственного бюджетного учреждения науки Геологический институт Кольского научного центра Российской академии наук, — за научное обоснование и открытие крупных месторождений платино-палладиевых руд на Кольском полуострове;
Петрову Рэму Викторовичу, доктору медицинских наук, академику Российской академии наук, Российской академии медицинских наук и Российской академии сельскохозяйственных наук, главному научному сотруднику федерального государственного бюджетного учреждения "Государственный научный центр «Институт иммунологии» Федерального медико-биологического агентства, Хаитову Рахиму Мусаевичу, доктору медицинских наук, академику Российской академии наук и Российской академии медицинских наук, директору того же учреждения, — за выдающиеся достижения в научном и практическом развитии отечественной иммунологии;
Трофимову Борису Александровичу, доктору химических наук, академику Российской академии наук, директору федерального государственного бюджетного учреждения науки Иркутский институт химии имени А. Е. Фаворского Сибирского отделения Российской академии наук, Чарушину Валерию Николаевичу, доктору химических наук, академику Российской академии наук, председателю федерального государственного бюджетного учреждения науки Уральское отделение Российской академии наук, директору федерального государственного бюджетного учреждения науки Институт органического синтеза имени И. Я. Постовского Уральского отделения Российской академии наук, Чупахину Олегу Николаевичу, доктору химических наук, академику Российской академии наук, главному научному сотруднику того же учреждения, — за крупный вклад в развитие органического синтеза, разработку инновационных технологий производства лекарственных средств и материалов, в том числе специального назначения;

Боеву Сергею Федотовичу, доктору экономических наук, генеральному директору открытого акционерного общества «РТИ», генеральному конструктору системы предупреждения о ракетном нападении, Карасеву Валерию Ивановичу, кандидату технических наук, главному конструктору радиолокационной станции высокой заводской готовности открытого акционерного общества «Радиотехнический институт имени академика А. Л. Минца», Сапрыкину Сергею Дмитриевичу, кандидату технических наук, генеральному конструктору открытого акционерного общества "Научно-производственный комплекс «Научно-исследовательский институт дальней радиосвязи», — за разработку и создание радиолокационных станций высокой заводской готовности системы предупреждения о ракетном нападении.— http://news.kremlin.ru/acts/15601

## Лауреаты в области литературы и искусства
Олег Борисович Добродеев, Сергей Леонидович Шумаков, Святослав Игоревич Бэлза – за вклад в популяризацию достижений культуры и науки, выдающуюся просветительскую деятельность;
Олег Алексеевич Жаров, Елена Андреевна Анкудинова, Николай Александрович Мухин – за вклад в возрождение и развитие традиционных культурных и исторических ценностей;
Галина Ивановна Маланичева – за вклад в сохранение отечественного культурного наследия.

Присудить Государственные премии Российской Федерации в области литературы и искусства 2011 года и присвоить почетное звание лауреата Государственной премии Российской Федерации в области литературы и искусства:
Добродееву Олегу Борисовичу, генеральному директору федерального государственного унитарного предприятия «Всероссийская государственная телевизионная и радиовещательная компания», Шумакову Сергею Леонидовичу, директору филиала федерального государственного унитарного предприятия «Всероссийская государственная телевизионная и радиовещательная компания» — Государственной телевизионной и радиовещательной компании «Культура», Бэлзе Святославу Игоревичу, ведущему программ филиала федерального государственного унитарного предприятия «Всероссийская государственная телевизионная и радиовещательная компания» — Государственной телевизионной и радиовещательной компании «Культура», — за вклад в популяризацию достижений культуры и науки, выдающуюся просветительскую деятельность;
Жарову Олегу Алексеевичу, автору проекта реконструкции и преобразования села Вятское Ярославской области, Анкудиновой Елене Андреевне, директору историко-культурного комплекса «Вятское», Мухину Николаю Александровичу, художнику, — за вклад в возрождение и развитие традиционных культурных и исторических ценностей;

Маланичевой Галине Ивановне, председателю Центрального совета Всероссийской общественной организации «Всероссийское общество охраны памятников истории и культуры», — за вклад в сохранение отечественного культурного наследия.— http://news.kremlin.ru/acts/15600

## Лауреат в области гуманитарной деятельности
Владимир Теодорович Спиваков.

Присудить Государственную премию Российской Федерации за выдающиеся достижения в области гуманитарной деятельности 2011 года и присвоить почетное звание лауреата Государственной премии Российской Федерации за выдающиеся достижения в области гуманитарной деятельности Спивакову Владимиру Теодоровичу, президенту государственного учреждения культуры г. Москвы «Московский международный Дом музыки».— http://news.kremlin.ru/acts/15599